# Tafereel van de Septemberdagen 1830 op de Grote Markt te Brussel
Tafereel van de Septemberdagen 1830 op de Grote Markt te Brussel is een schilderij van de Belgische kunstschilder Gustave Wappers, voltooid in 1835, 444 × 660 centimeter groot. Het toont het moment waarop de Belgische onafhankelijkheidsverklaring wordt voorgelezen aan het Brusselse volk, geschilderd in de stijl van de romantiek. Het werk bevindt zich thans in de collectie van de Koninklijke Musea voor Schone Kunsten van België te Brussel.

## Context
In 1830 hangt er in diverse Europese landen revolutie in de lucht. Tijdens de Julirevolutie werd in Parijs een einde gemaakt aan de Restauratie. In Brussel kwam met de Septemberdagen een einde aan de vereniging van de Nederlanden.
Romantisch patriottisme vierde hoogtij in die dagen en overal doken dan ook afbeeldingen en schilderijen op die in deze tijdsgeest pasten. Eugène Delacroix schilderde in 1830 zijn bekende De Vrijheid leidt het volk, waarin hij, geïnspireerd door Pieter Paul Rubens en Michelangelo vooral dynamiek en spanning wilde uitbeelden. Toen Gustave Wappers in 1832 van het Brusselse stadsbestuur de opdracht kreeg om de Belgische revolutie uit te beelden, sloot hij direct aan bij de stijl van Delacroix, wiens werk hij tijdens eerdere verblijven in Parijs had leren kennen, en daarmee indirect bij die van Rubens. In 1835 zou hij het schilderij voltooien. Het schilderij past in de 19e-eeuwse romantische historieschilderkunst.

## Afbeelding
In de ochtend van 24 september 1830 werd te Brussel een bestuurscommissie geïnstalleerd, die na een periode van rebellie tegen de Nederlandse regering, officieel het nieuwe 'Belgische' gezag mocht vertegenwoordigen. Diezelfde avond volgde de bekendmaking van dat feit aan het volk. Voorafgegaan door tromgeroffel en nog steeds in volle verwarring – schermutselingen met regeringstroepen waren nog volop gaande – werd overal in de stad de zogenaamde bekendmaking "Aan de Burgers van Brussel" voorgelezen, waarbij driftig werd gezwaaid met de Belgische driekleur. Het is het moment van deze bekendmaking dat Wappers tot het onderwerp van zijn schilderij koos, zonder het erg nauw te nemen met de werkelijkheid.
In een rubensiaans koloriet verheft Wappers de euforie van deze revolutionaire periode tot een groots en jubelend manifest, waarin de onafhankelijkheidsstrijd en de pas uitgeroepen onafhankelijkheid worden geprezen. Zijn Tafereel is opgezet in een piramidale compositie rond de schandpaal op de Grote Markt, en stelt het voorlezen van de verklaring centraal. Een onnatuurlijk licht en de met rook doortrokken wolken benadrukken het gevoelsmatige, de opstandigheid, de overgevoeligheid en de verscheurdheid. De opzet wordt bekroond met het Belgische vaandel.
Naast figuranten uit alle lagen van de bevolking beeldt Wappers diverse personen af die hun stempel op de revolutie hebben gedrukt. Zo zien we de latere minister van Oorlog generaal baron Pierre Emmanuel Félix Chazal, alsook enkele van zijn collega-kunstschilders, zoals Hendrik Leys François Bossuet en Eugène Verboeckhoven. Veel figuren dragen een wapen, ten teken dat er nog volop strijd is. Druk gebarend tuimelen ze over elkaar heen. Twee vrouwen en een oude man rouwen om een gedode jonge vrouw, een andere vrouw draagt een baby, een hond loopt door de menigte, kortom: het is een enorm gewoel. Te midden van al deze figuren schildert Wappers ook zichzelf, met een lans op de schouder terwijl hij met zijn vinger naar een kist wijst waarop zijn initialen staan. Met dit gebaar sluit hij de revolutie in de armen, legt hij zijn herinnering vast voor het nageslacht en eist hij tegelijk het auteurschap op van dit monumentale schilderij.

## Historie

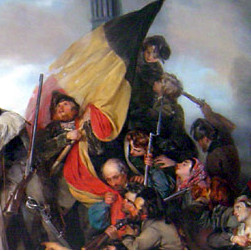
Detail: de Belgische driekleur

In september 1835, tijdens de zogenaamde september-herdenkingen, werd Wappers schilderij in het Museum van Brussel aan het publiek getoond. Het wordt gepresenteerd als het symbool van de nieuwe identiteit van het jonge koninkrijk. Het publiek en de pers reageerden opgetogen. Het werk werd aangehaald in toespraken en gedichten en er werd een herdenkingsmunt geslagen met het Tafereel erop. Al snel werden er ook litho's naar het werk gedrukt, die de weg vonden naar talloze huiskamers.
Na de herdenkingsplechtigheden in september 1835 kwam het werk enige tijd te hangen in de Augustijnenkerk, om vervolgens een rondreis te maken langs talloze tentoonstellingen in Belgische en Europese steden. Vanaf 1877 kreeg het werk zijn definitieve plek in het Brussels Museum, waar het thans nog steeds te zien is.